# Gamma Muscae
Gamma Muscae (γ Mus, γ Muscae) é a quinta estrela mais brilhante da constelação de Musca, com uma magnitude aparente de 3,83. Tem uma paralaxe anual de 10,04 milissegundos de arco, a qual corresponde a uma distância de aproximadamente 325 anos-luz (100 parsecs) da Terra.
Gamma Muscae é uma estrela peculiar com um tipo espectral de B5 V He-w, indicando que é uma estrela de classe B da sequência principal cujo espectro apresenta linhas de hélio mais fracas que o normal. Tem uma massa equivalente a 4,79 vezes a massa solar e um raio entre 3,3 e 4,6 vezes o raio solar. Irradia cerca de 790 vezes mais energia que o Sol a uma temperatura efetiva de 16 740 K, o que lhe dá o brilho azul-branco típico de estrelas de classe B. Sua idade foi estimada em aproximadamente 80 milhões de anos. Não possui estrelas companheiras conhecidas.
Gamma Muscae está girando rapidamente com uma velocidade de rotação projetada de 205 km/s e tem um campo magnético com uma força de 342,2 G. É também uma estrela variável, variando de magnitude por alguns centésimos, sendo classificada como uma estrela B pulsante lenta. Pertence ao subgrupo Centaurus-Crux Inferior da associação OB Scorpius-Centaurus, a associação OB mais próxima do Sol.